# Richard Schleinitz
Georg Richard Schleinitz (* 30. März 1861 in Pillnitz; † 1. Mai 1916 in Dresden) war ein deutscher Architekt und Hochschullehrer.

## Leben
Schleinitz war als Absolvent der Kunstakademie Dresden Architekt zahlreicher heute denkmalgeschützter Bauten in Sachsen, zudem baute er verschiedene Kirchen um. Der Radebeuler Wasserturm entstand in Zusammenarbeit mit dem Dresdner Bauingenieur Richard Müller, der die Stahlbetonkonstruktion des Bauwerks entwickelte. Mit dem Bauunternehmer Hofzimmermeister Ernst Noack betrieb Schleinitz um jene Jahrhundertwende das gemeinsame Büro Schleinitz & Noack.
Der Fotograf Hugo Erfurth schuf 1908 ein Porträt von Schleinitz, von dem Maler Friedrich Heyser stammt ein Porträtgemälde von 1909.

## Werke (Auswahl)
Bauten

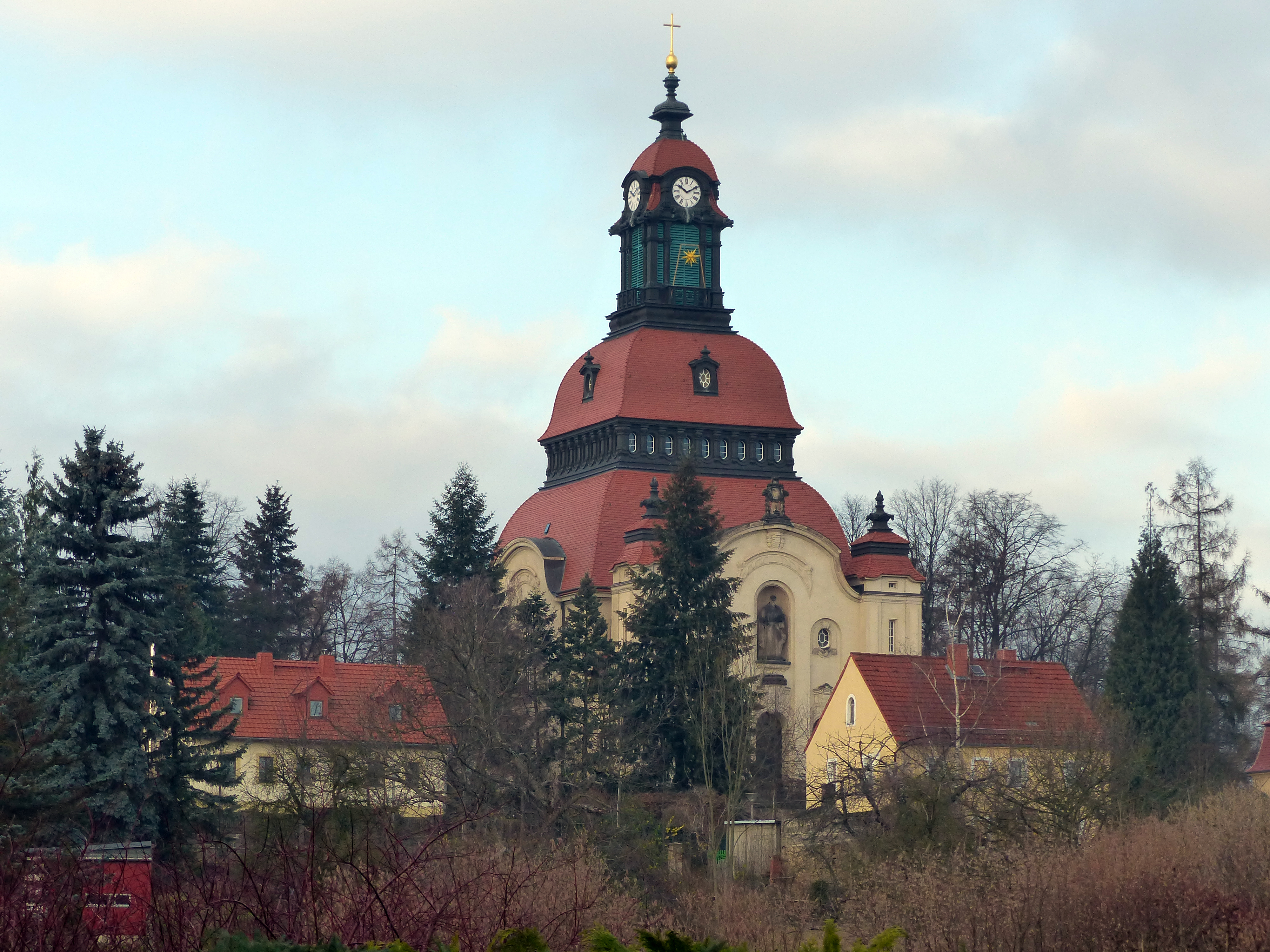
Moritzburger Kirche

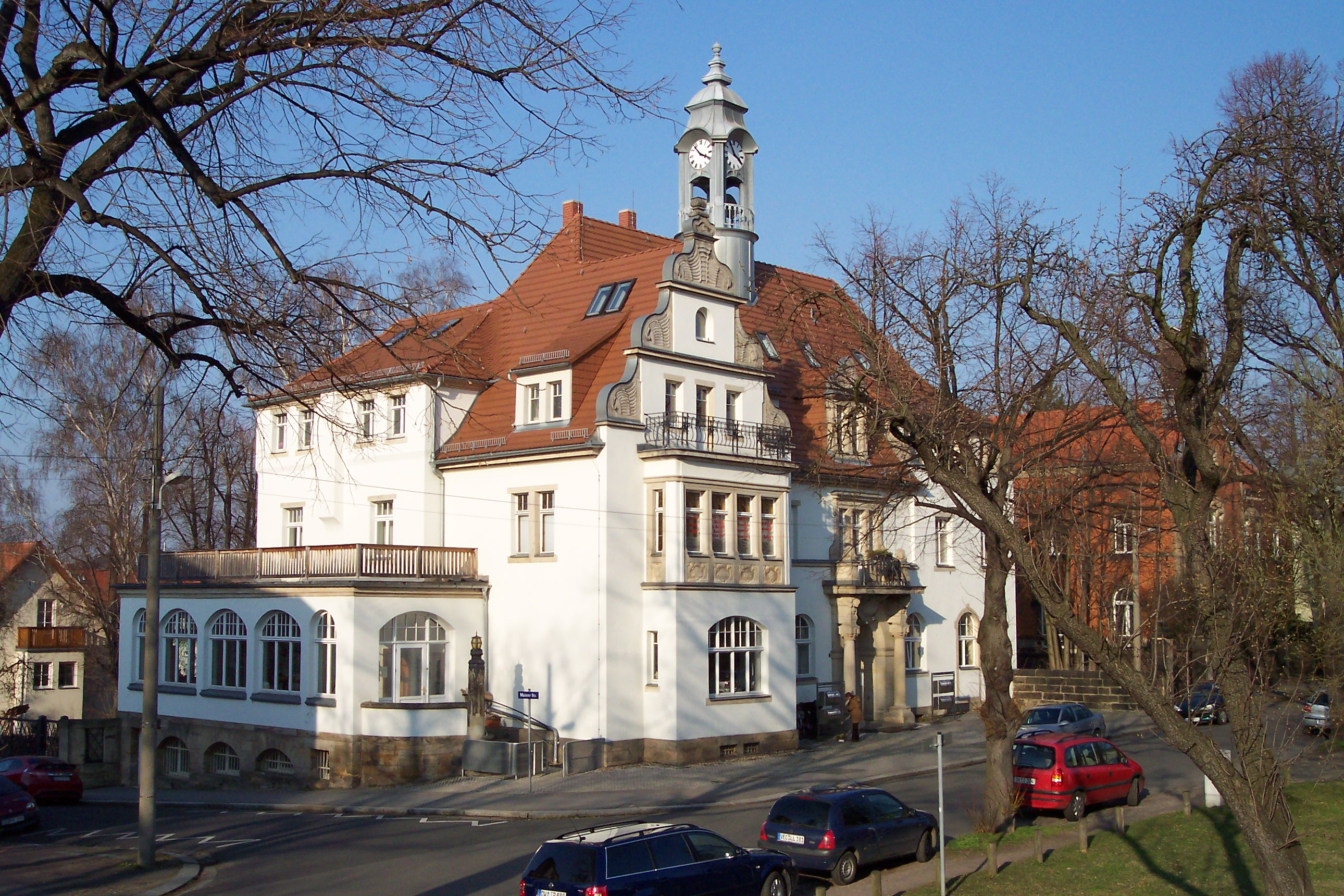
Coschützer Rathaus

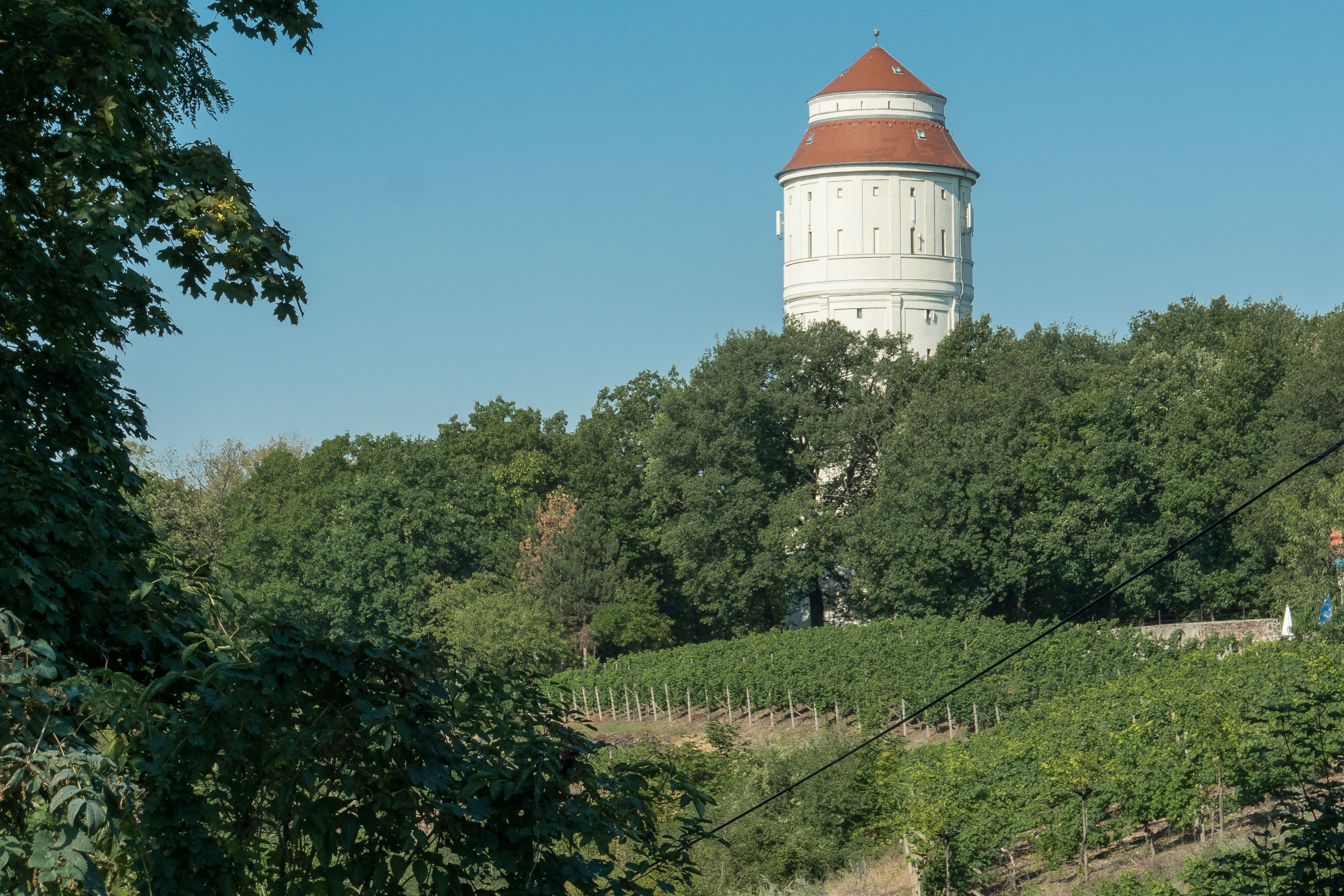
Radebeuler Wasserturm

- 1894–1896: Vereinshaus des Dresdner Stadtvereins für innere Mission in Dresden, Zinzendorfstraße 17
- 1895: Landhaus O. K. Krause in Kleinsedlitz[2] bei Dresden (zusammen mit Friedrich Flügel)
- 1897–1898: Bootshaus des Dresdner Ruder-Vereins in Dresden-Blasewitz (zusammen mit Ernst Noack in Büro Schleinitz & Noack)[3][4]
- um 1899: Wohnhausgruppe Hospitalstraße 11/13/15 in Dresden-Neustadt (Nr. 11 zerstört)
- 1899–1901: Kaufmännisches Vereinshaus in Chemnitz, Moritzstraße / Zschopauer Straße (zerstört)
- 1902–1904: Moritzburger Kirche mit Pfarrhaus, Schlossallee 38 (unter Denkmalschutz)
- 1903: Rathaus Coschütz
- 1907–1909: Innerer Umbau der Annenkirche in Dresden[5]
- 1908: Jugendstil-Orgelprospekt der Kirche Wellerswalde
- 1907–1908: Künstlerhaus der Dresdner Kunstgenossenschaft in Dresden,[5] Grunaer Straße 48 / Albrechtstraße (zerstört)
- 1908–1909: Umbau der Klosterkirche in Riesa[6]
- 1908–1910: Wohn- und Atelierhaus für den Maler Osmar Schindler in (Dresden-)Wachwitz, Am Steinberg 2
- 1910–1911: Sendig-Hotel „Europäischer Hof“ in Dresden, Prager Straße / Sidonienstraße (zerstört)
- ab 1915: Neubau der Gewerbekammer Dresden in Dresden, Grunaer Straße 50 (nach Schleinitz'Tod durch Ernst Noack vollendet; zerstört)
- 1916–1917: Wasserturm für den Wasserwerksverband Niederlößnitz-Kötzschenbroda in Kötzschenbroda Oberort (gemeinsam mit Richard Müller, aufgrund eines Architektenwettbewerbs im Jahr 1914)[7]

Schriften
- Um- und Erweiterungsbau der Annen-Kirche zu Dresden. In: Deutsche Bauzeitung. 47. Jahrgang 1913, S. 224 f.

## Auszeichnungen
- 1877: Silberne Medaille der Gewerbeschule des Gewerbevereins Dresden (zeitgleich mit Ernst Noack)[8]
- Richard Schleinitz trug den Titel eines (königlich sächsischen) Baurats.